# Dunn Loring

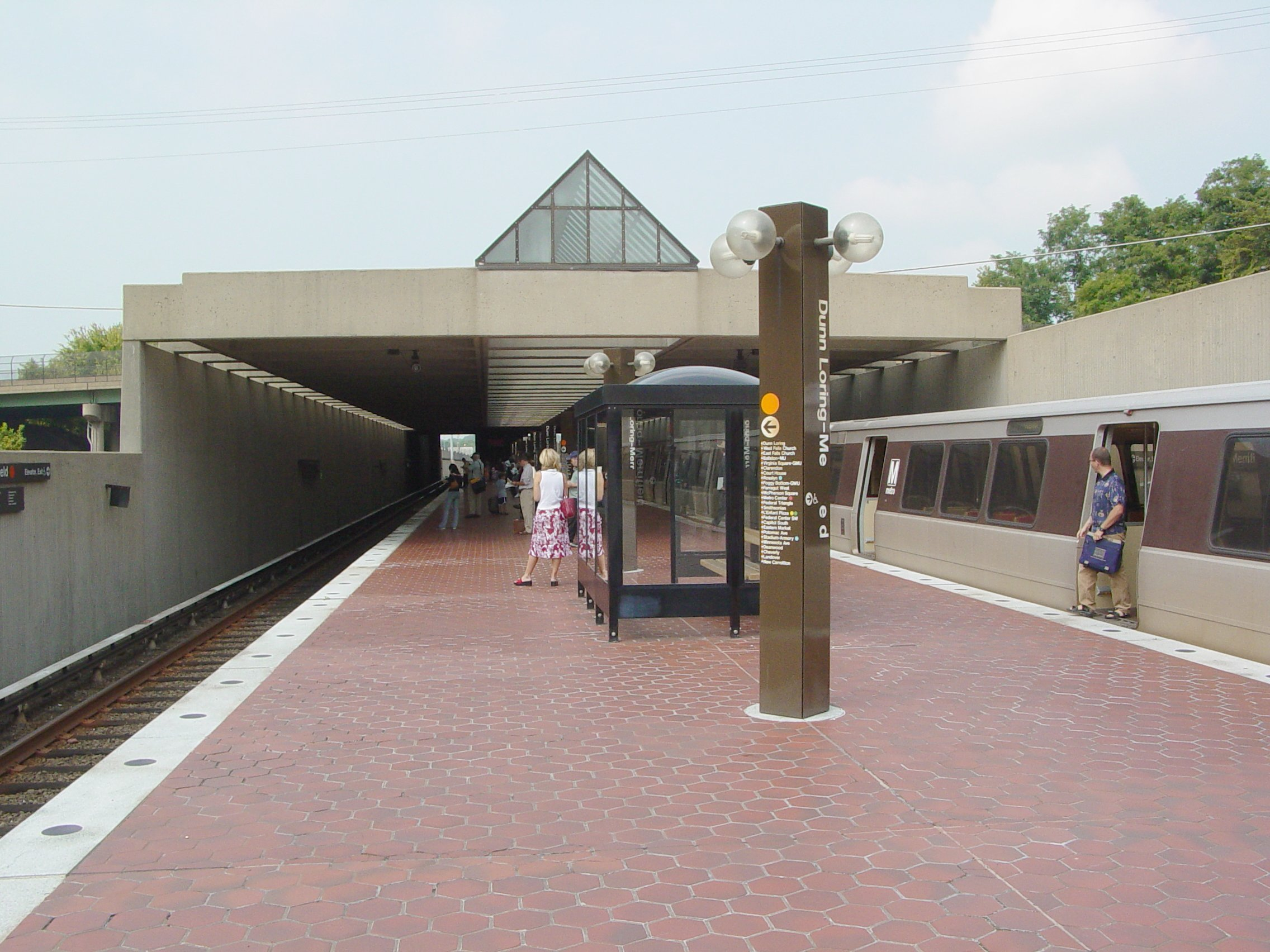
Station Dunn Loring-Merrifield der U-Bahn Washington D.C.

Dunn Loring ist ein für die Volkszählung amtlich festgelegter Ort (census-designated place) im Landkreis Fairfax County im Bundesstaat Virginia an der Ostküste der Vereinigten Staaten. Die Örtlichkeit mit einer Fläche von 5,3 km² hat 9464 Einwohner (Stand: Volkszählung 2020) und besteht seit 1886.
Dunn Loring ist Sitz der Spezialeinheit Mobile Security Division.